# Байтерецький район
Байтере́цький район (каз. Бәйтерек ауданы, рос. Байтерекский район) — адміністративна одиниця у складі Західноказахстанської області Казахстану. Адміністративний центр — село Перемітне.

## Населення
Населення — 58466 осіб (2021; 55420 у 2009; 56611 у 1999, 59485 у 1989).

## Історія
1997 року до складу району увійшла територія ліквідованого Приурального району. До 28 грудня 2018 року район називався Зеленівським.

## Склад
До складу району входять 22 сільських округи:
| Поселення                        | Площа, км² | Населення, осіб (1989) | Населення, осіб (1999) | Населення, осіб (2009) | Населення, осіб (2021) | Центр         | Населені пункти |
| -------------------------------- | ---------- | ---------------------- | ---------------------- | ---------------------- | ---------------------- | ------------- | --------------- |
| Атамекенський сільський округ    | -          | 2520                   | 2146                   | 1859                   | 1559                   | Атамекен      | 3               |
| Байкониський сільський округ     | -          | 2527                   | 3589                   | 4571                   | 6596                   | Байконис      | 4               |
| Бейбітшиліцький сільський округ  | -          | 2057                   | 1758                   | 1344                   | 1071                   | Бейбітшилік   | 4               |
| Белеський сільський округ        | -          | 1587                   | 1745                   | 1697                   | 1711                   | Белес         | 2               |
| Дар'їнський сільський округ      | -          | 6102                   | 5995                   | 6052                   | 6283                   | Дар'їнське    | 2               |
| Достицький сільський округ       | -          | 4387                   | 3906                   | 4272                   | 5132                   | Достик        | 3               |
| Єгіндібулацький сільський округ  | -          | 939                    | 839                    | 631                    | 514                    | Єгіндібулак   | 2               |
| Зеленівський сільський округ     | -          | 3015                   | 2346                   | 1611                   | 1381                   | Зелене        | 1               |
| Курмангазинський сільський округ | -          | 844                    | 673                    | 604                    | 470                    | Курмангази    | 2               |
| Кушумський сільський округ       | -          | 5384                   | 4797                   | 4454                   | 4040                   | Великий Чаган | 6               |
| Макаровський сільський округ     | -          | 1743                   | 1669                   | 1654                   | 1697                   | Макарово      | 4               |
| Махамбетський сільський округ    | -          | 2791                   | 2440                   | 2279                   | 2491                   | Махамбет      | 4               |
| Мічурінський сільський округ     | -          | 4895                   | 5146                   | 7486                   | 9718                   | Мічурінське   | 5               |
| Перемітнинський сільський округ  | -          | 7579                   | 7283                   | 6510                   | 6925                   | Перемітне     | 6               |
| Роздольненський сільський округ  | -          | 815                    | 837                    | 751                    | 566                    | Роздольне     | 2               |
| Рубіжинський сільський округ     | -          | 1026                   | 1689                   | 1649                   | 1482                   | Рубіжинське   | 1               |
| Сулукольський сільський округ    | -          | 745                    | 634                    | 527                    | 448                    | Сулу-Коль     | 1               |
| Чировський сільський округ       | -          | 805                    | 683                    | 481                    | 377                    | Чирово        | 2               |
| Шалгайський сільський округ      | -          | 2413                   | 1960                   | 1112                   | 767                    | Шалгай        | 3               |
| Щаповський сільський округ       | -          | 1633                   | 1360                   | 1547                   | 2051                   | Щапово        | 2               |
| Янайкінський сільський округ     | -          | 1408                   | 1327                   | 1309                   | 1031                   | Янайкіно      | 3               |
| Январцевський сільський округ    | -          | 4270                   | 3789                   | 3020                   | 2156                   | Январцево     | 6               |

## Найбільші населені пункти
Населені пункти з чисельністю населення понад 1000 осіб:
| №  | Населений пункт | Населення, осіб (1989) | Населення, осіб (1999) | Населення, осіб (2009) | Населення, осіб (2021) |
| -- | --------------- | ---------------------- | ---------------------- | ---------------------- | ---------------------- |
| 1  | Мічурінське     | 3048                   | 3294                   | 4924                   | 6219                   |
| 2  | Дар'їнське      | 5316                   | 5239                   | 5329                   | 5701                   |
| 3  | Достик          | 3403                   | 2926                   | 3588                   | 4471                   |
| 4  | Перемітне       | 4452                   | 4406                   | 4308                   | 4340                   |
| 5  | Байконис        | 81                     | 1370                   | 1781                   | 3563                   |
| 6  | Махамбет        | 1728                   | 1674                   | 1859                   | 2206                   |
| 7  | Асан            | 308                    | 614                    | 946                    | 2199                   |
| 8  | Калінінське     | 1335                   | 1330                   | 1305                   | 1913                   |
| 9  | Щапово          | 1242                   | 986                    | 1205                   | 1723                   |
| 10 | Белес           | 1323                   | 1511                   | 1495                   | 1582                   |
| 11 | Великий Чаган   | 1804                   | 1571                   | 1562                   | 1503                   |
| 12 | Рубіжинське     | 956                    | 1689                   | 1628                   | 1482                   |
| 13 | Кушум           | 2095                   | 1817                   | 1615                   | 1475                   |
| 14 | Новеньке        | 1250                   | 1005                   | 1341                   | 1383                   |
| 15 | Зелене          | 2790                   | 2200                   | 1603                   | 1381                   |
| 16 | Январцево       | 1620                   | 1442                   | 1274                   | 1136                   |
| 17 | Володарське     | 1040                   | 1057                   | 1175                   | 1121                   |

## Господарство

### Рекреація
Станом на 2025 рік в межах району існує 13 офіційних місць масового відпочинку, туризму та спорту на водних об'єктах та водогосподарських спорудах:
- приватний пляж бази відпочинку «GreenPark» (ТОВ «БатысСтройМонтаж») на Желаєвському кар'єрі в селі Жайик Трекинського сільського округу;
- приватний пляж бази відпочинку «Saya» (ТОВ «Технопарк Социум») на Желаєвському кар'єрі в селі Жайик Трекинського сільського округу;
- приватний пляж ПП «Русские бани» на Желаєвському кар'єрі в селі Жайик Трекинського сільського округу;
- приватний пляж бази відпочинку «Bavaro spa and bar» (ТОВ «Asset Ventures») на Желаєвському кар'єрі в селі Жайик Трекинського сільського округу;
- приватний пляж бази відпочинку «Бригантина» (ПП «Бойко») на Желаєвському кар'єрі в селі Жайик Трекинського сільського округу;
- приватний пляж кемпінгу «Мечта» (ТОВ "Торговый дом «Нафта») на озері Тепое в селі Дар'їнськ Дар'їнського сільського округу;
- приватний пляж бази відпочинку «Светлана» (сільське господарство «Светлана») на озері Велике в селі Дар'їнськ Дар'їнського сільського округу;
- приватний пляж бази відпочинку «Островок» (ТОВ «МаНе») на озері Велике в селі Дар'їнськ Дар'їнського сільського округу;
- приватний пляж бази відпочинку «Алаш» (ПП «Джардемов К. Е.») на річці Чаган в межах Макаровського сільського округу;
- приватний пляж бази відпочинку «Дубрава» (ПП «Лещенко Р. Н.») на річці Чаган в селі Мічуріно Мічурінського сільського округу;
- приватний пляж бази відпочинку «Бәйтерек» (ПП «Кулашев Е.») на річці Чаган в селі Мічуріно Мічурінського сільського округу;
- приватний пляж бази відпочинку «Причал» (ПП «Аласов А.») на річці Чаган в селі Мічуріно Мічурінського сільського округу;
- комунальний пляж на річці Деркул в селі Перемітне Перемітненського сільського округу.